# Gonzalo Flores
Gonzalo Nahuel Flores (Tigre, 22 febbraio 2002) è un calciatore argentino, attaccante dell'Almirante Brown.

## Caratteristiche tecniche
È un centravanti.

## Carriera
Flores è cresciuto nel settore giovanile del Tigre, con cui ha firmato il suo primo contratto professionistico nell'aprile del 2019. Ha debuttato in prima squadra il 10 giugno 2021 nell'incontro di Primera B Nacional vinto 2-1 contro l'Estudiantes (BA) ed al termine della stagione ha ottenuto la promozione in Primera División.
Ha segnato il suo primo gol il 15 aprile 2023 nell'incontro di Copa de la Liga Profesional vinto 2-1 contro l'Huracán.
Nel corso della stagione 2024 viene ceduto in prestito fino al termine della stagione all'Almirante Brown, club della seconda divisione argentina.

## Statistiche

### Presenze e reti nei club
Statistiche aggiornate al 28 giugno 2025.
| Stagione               | Squadra                | Campionato             | Campionato | Campionato | Coppe nazionali | Coppe nazionali | Coppe nazionali | Coppe continentali | Coppe continentali | Coppe continentali | Altre coppe | Altre coppe | Altre coppe | Totale | Totale | Totale |
| Stagione               | Squadra                | Comp                   | Pres       | Reti       | Comp            | Pres            | Reti            | Comp               | Pres               | Reti               | Comp        | Pres        | Reti        | Pres   | Reti   |        |
| ---------------------- | ---------------------- | ---------------------- | ---------- | ---------- | --------------- | --------------- | --------------- | ------------------ | ------------------ | ------------------ | ----------- | ----------- | ----------- | ------ | ------ | ------ |
| 2021                   | Tigre                  | PBN                    | 14         | 0          | CA              | 1               | 0               | -                  | -                  | -                  | -           | -           | -           | 15     | 0      |        |
| 2022                   | Tigre                  | PD                     | 6          | 0          | CA+CdL          | 0+3             | 0+1             | -                  | -                  | -                  | TC          | 1           | 0           | 10     | 1      |        |
| 2023                   | Tigre                  | PD                     | 13         | 0          | CA+CdL          | 1+1             | 0               | CS                 | 2                  | 0                  | -           | -           | -           | 17     | 0      |        |
| 2024                   | Tigre                  | PD                     | 0          | 0          | CA+CdL          | 1+9             | 0+1             | -                  | -                  | -                  | -           | -           | -           | 10     | 1      |        |
| Totale Tigre           | Totale Tigre           | Totale Tigre           | 33         | 0          |                 | 16              | 2               |                    | 2                  | 0                  |             | 1           | 0           | 52     | 2      |        |
| 2024                   | Almirante Brown        | PBN                    | 12         | 1          | CA              | 0               | 0               | -                  | -                  | -                  | -           | -           | -           | 12     | 1      |        |
| 2025                   | Almirante Brown        | PBN                    | 14         | 2          | CA              | 0               | 0               | -                  | -                  | -                  | -           | -           | -           | 14     | 2      |        |
| Totale Almirante Brown | Totale Almirante Brown | Totale Almirante Brown | 26         | 3          |                 | 0               | 0               |                    | -                  | -                  |             | -           | -           | 26     | 3      |        |
| Totale carriera        | Totale carriera        | Totale carriera        | 59         | 3          |                 | 16              | 2               |                    | 2                  | 0                  |             | 1           | 0           | 78     | 5      |        |

## Palmarès

### Club

#### Competizioni nazionali
- Primera B Nacional: 1

Tigre: 2021